# جان باتيست جان
جان باتيست جان (بالفرنسية: Jean-Baptiste Jean)‏ هو رسام وفنان هايتي، ولد في 1953 في كاب هايتيان في هايتي، وتوفي في 2002.